# Sylvie Baracat
Sylvie Baracat (* 20. Februar 1965 in Paris) ist eine französische Fußballspielerin. Sie hat in ihrer Karriere als Erwachsene nur für einen einzigen Verein, die VGA Saint-Maur, gespielt, mit dem sie sechsfache Meisterin Frankreichs geworden ist und den sie anschließend auch trainiert hat.

## Vereinskarriere
Über die ersten siebzehn Lebensjahre von Sylvie Baracat ist außer der Angabe, dass sie von 1978 bis 1982 bei der Association Sportive et Gymnique Bagnolet im Verein Fußball gespielt hat, bisher nichts bekannt, zumal die Frühzeit des erst 1970 vom französischen Fußballverband FFF legalisierten Frauenfußballs auch Mitte der 2010er Jahre noch keineswegs zureichend dokumentiert ist. Gesichert ist aber, dass die Abwehrspielerin im Juni 1983 mit La Vie au Grand Air Saint-Maur im Endspiel um die Landesmeisterschaft stand, in dem sich die Spielerinnen aus dem östlichen Pariser Umland im Elfmeterschießen gegen den FCF Hénin-Beaumont durchsetzten. Von da an entwickelte sich VGA unter seiner Trainerin Dominique Tedeschi zur beherrschenden Frauschaft in Frankreich, und Sylvie Baracat, die 1983 auch zur Nationalspielerin wurde (siehe unten), war nicht nur „eine der tragenden Säulen dieses ‚Dream Teams‘“, sondern sie stand bis 1991 auch in sämtlichen Meisterschaftsfinales, die Saint-Maurs Frauen erreichten.
1984 mussten diese sich zwar der ASJ Soyaux geschlagen geben, aber ab der nächsten Spielzeit (1984/85) gewann VGA Saint-Maur vier Meistertitel in Folge, und 1990 folgte noch ein weiterer. Außer Sylvie Baracat waren nur ihre langjährige Defensivpartnerin Marie-Agnès Annequin, Torfrau Sandrine Roux und Martine Puentes in sämtlichen sechs gewonnenen – diese vier dazu auch in den beiden verlorenen – Endspielen zum Einsatz gekommen, Élisabeth Loisel und Régine Mismacq jeweils in fünf sowie Nicole Abar in vier. Einen Landespokal konnten die Frauen aus Saint-Maur-des-Fossés hingegen nicht gewinnen, weil dieser Wettbewerb in Frankreich erst 2001 eingeführt wurde.
Baracat spielte auch in Saint-Maurs letztem Finale 1991, das aber der FC Lyon für sich entschied, und sie gehörte weiterhin zu dieser Frauschaft, nachdem die Meisterschaft ab 1992 in einer einheitlichen höchsten Spielklasse, dem Championnat National 1 A, ausgetragen wurde – dann allerdings als Trainerin der Ligaelf. Zu diesem Zeitpunkt hatten Saint-Maurs Frauen ihre sportliche Vormachtstellung bereits verloren, beendeten die Saisons nur noch als Dritt-, Acht- und – nach Baracats Karriereende 1994 – zweimal als Siebtplatzierte in der Abschlusstabelle.
Heutzutage (2014) lebt Sylvie Baracat weiterhin am Ostrand der Hauptstadt in Bagnolet.

## In der Nationalelf
Erstmals berücksichtigte Nationaltrainer Francis Coché Sylvie Baracat im April 1983 bei einem Spiel gegen Italien in der französischen A-Nationalelf, das zu den Gruppenspielen des Viertelfinals der ersten Frauen-Europameisterschaft zählte und in dem Frankreich mit 0:3 unterlag. Bis Mai 1986 wurde sie in vier weiteren Begegnungen eingesetzt, aber zur unangefochtenen Stammspielerin bei den Bleues wurde sie erst ab 1987 unter dem Coché-Nachfolger Aimé Mignot, wobei sie im Kalenderjahr 1989 lediglich ein Spiel bestritt.
Bis Oktober 1991 – auch ihre letzte internationale Partie gegen Dänemark endete mit einer Niederlage (1:4) – brachte Sylvie Baracat es auf insgesamt 26 A-Länderspiele; ihr einziges Tor in diesem Kreis erzielte die Abwehrspielerin im November 1987 beim 5:0-Sieg in einem Qualifikationsspiel für die Fraueneuropameisterschaft 1989 gegen Bulgarien. Baracat hat zwar unter anderem gegen die USA, China und Japan das blaue Trikot getragen, aber nie gegen ein Nationalteam aus einem der deutschsprachigen Länder – auch nicht gegen die Schweizerinnen, einen der häufigsten Gegner in der französischen Länderspielgeschichte.

## Palmarès
- Französische Meisterin: 1983, 1985, 1986, 1987, 1988, 1990 (und Finalistin 1984, 1991)
- 26 A-Länderspiele (ein Tor) für Frankreich